# The Girl with All the Gifts
The Girl with All the Gifts is een Britse sciencefictionfilm uit 2016, geregisseerd door Colm McCarthy, gebaseerd op het gelijknamig boek uit 2014 van M.R. Carey. De film ging op 3 augustus in première als openingsfilm op het Filmfestival van Locarno in de sectie Piazza Grande.

## Verhaal
In een post-apocalyptisch Engeland zoeken de laatste overlevenden naar een vaccin tegen een schimmel die de mensheid bijna vernietigd heeft. De schimmel Ophiocordiceps unilateralis verandert de mensen in zombies die alle gezonde mensen aanvallen. Elke ochtend wordt Melanie uit haar cel gehaald, in een rolstoel vastgegespt en samen met een aantal kinderen, ook vastgegespt, naar een klaslokaal gebracht. De school bevindt zich in een ondergrondse beveiligde legerbunker. De kinderen zijn jonge 'hongers' (zombies) voor wetenschappelijk onderzoek die enkel reageren als gezond mensenvlees te dicht in haar buurt komt. Het is de bedoeling dat de kinderen na de wetenschappelijke onderzoeken vernietigd worden. Helen, een van de leraressen heeft een grote sympathie voor Melanie en probeert haar te redden van de dood. Na een aanval op de bunker vlucht Melanie samen met Helen weg en ze beschermt haar tijdens hun vlucht tegen andere rondtrekkende zombies.

## Rolverdeling
| Acteur           | Personage                |
| ---------------- | ------------------------ |
| Gemma Arterton   | Helen Justineau          |
| Paddy Considine  | Sgt. Eddie Parks         |
| Glenn Close      | Dr. Caroline Caldwell    |
| Sennia Nanua     | Melanie                  |
| Anamaria Marinca | Dr. Selkirk              |
| Fisayo Akinade   | Soldaat Kieran Gallagher |
| Anthony Welsh    | Dillon                   |
| Dominique Tipper | Devani                   |

## Productie
Niet lang na het verschijnen van het boek in 2014 werd al aangegeven dat dit zou verfilmd worden. De filmopnamen gingen van start in mei 2015 in de West Midlands. Er werd gefilmd in onder andere Birmingham, Dudley en Sandwell. De werktitel She Who Brings Gifts werd uiteindelijk gewijzigd naar de originele boektitel.